# San Pedro (Quillota)
San Pedro es una localidad chilena perteneciente administrativamente a la Comuna de Quillota, Provincia de Quillota, Región de Valparaíso. Se encuentra ubicada a 8 km al sur de la ciudad de Quillota, además que está en la ribera del Estero San Isidro, el más importante entre las cercanías del lugar, al igual que es conectada por la Ruta F-382 y Ruta CH-60, su población es de 4.093 habitantes según el censo del Instituto Nacional de Estadísticas siendo categorizado como un Pueblo.

## Historia
San Pedro fue establecido cerca del siglo XIX, para 1924 contaba con su propia estación conocida como Estación San Pedro, esta perteneciendo al Ferrocarril Santiago - Valparaíso conectando a su vez las dos ciudades homónimas y también a la capital del departamento donde pertenecía (en ese tiempo Quillota), la estación cerro sus puertas en 1995. 
En el año 2006 se crearía la "Delegación de San Pedro" y se reconocería a la localidad como una entidad rural por parte del "Municipio de Quillota", dándole más importancia al pueblo, en 2022 se abrió la segunda farmacia comunal de la comuna ubicada en San Pedro.

## Geografía y Ubicación
La geografía de San Pedro se compone por un clima semi-templado dando frutos a una zona agrícola, además, también ayuda el hecho de que este ubicado en las riberas del Estero San Isidro y la Quebrada La Golera, mientras que su geomorfología se compone de Llanos Fluviales estos impulsados por la cantidad de causes existentes.
San Pedro está ubicado a 6,3 km de Quillota (Ciudad más cercana), a 32,7 km de la Conurbación del Gran Valparaíso, y a 73,4 km de Santiago de Chile, además de ser cercano a las localidades de Cajón de San Pedro y Lo Varela. Además, es conectado por la Ruta CH-60, que termina en Artificio y La Calera, y la Ruta F-382, terminante en Pueblo de Indios.

## Administración

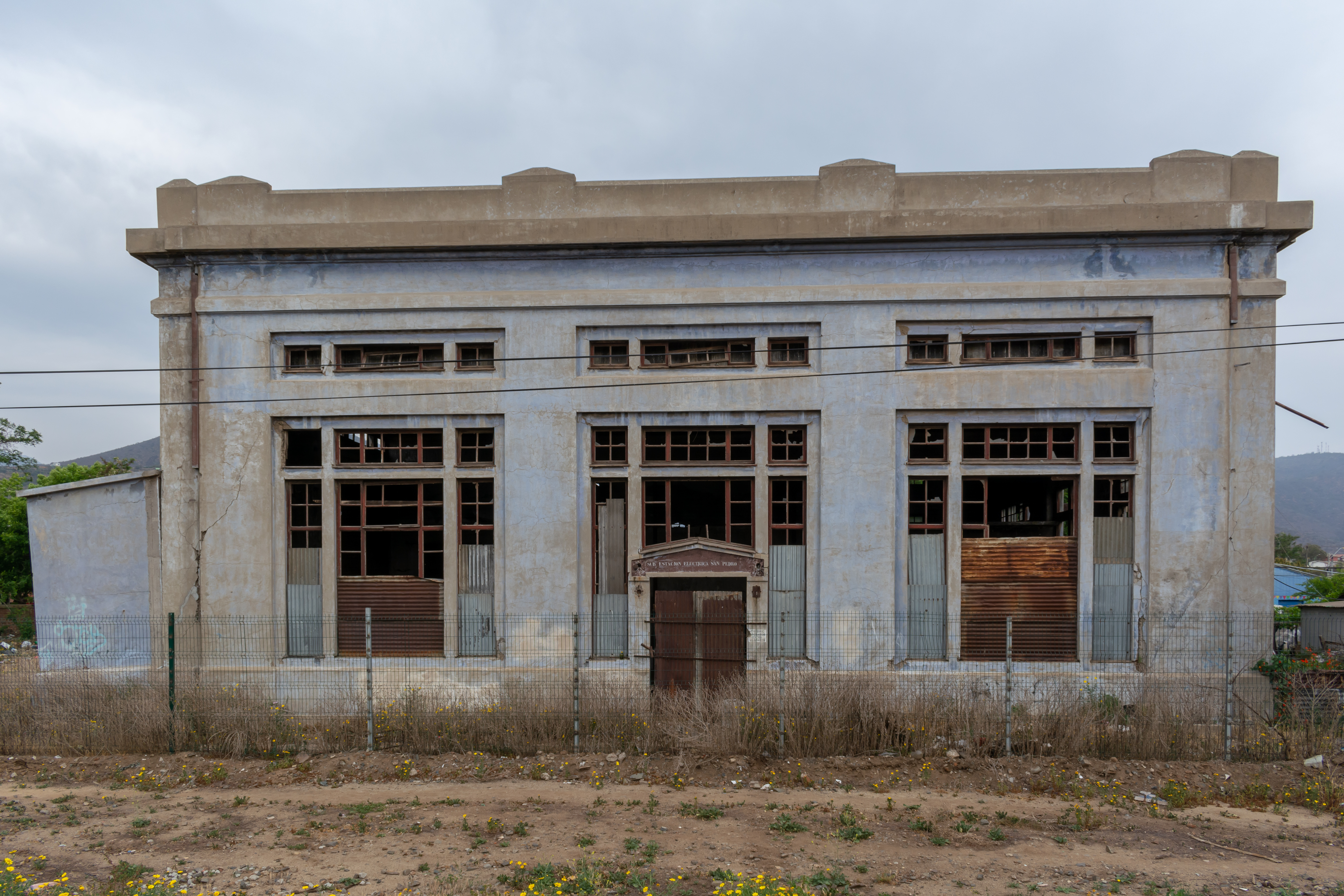
Imagen de la desaparecida "Estación San Pedro"

San Pedro cuenta con su propia delegación propia, ubicada al poniente del pueblo, además de también ser administrado por su propia comunidad y por la "Municipalidad de Quillota", al igual que también es considerada como un distrito censal.

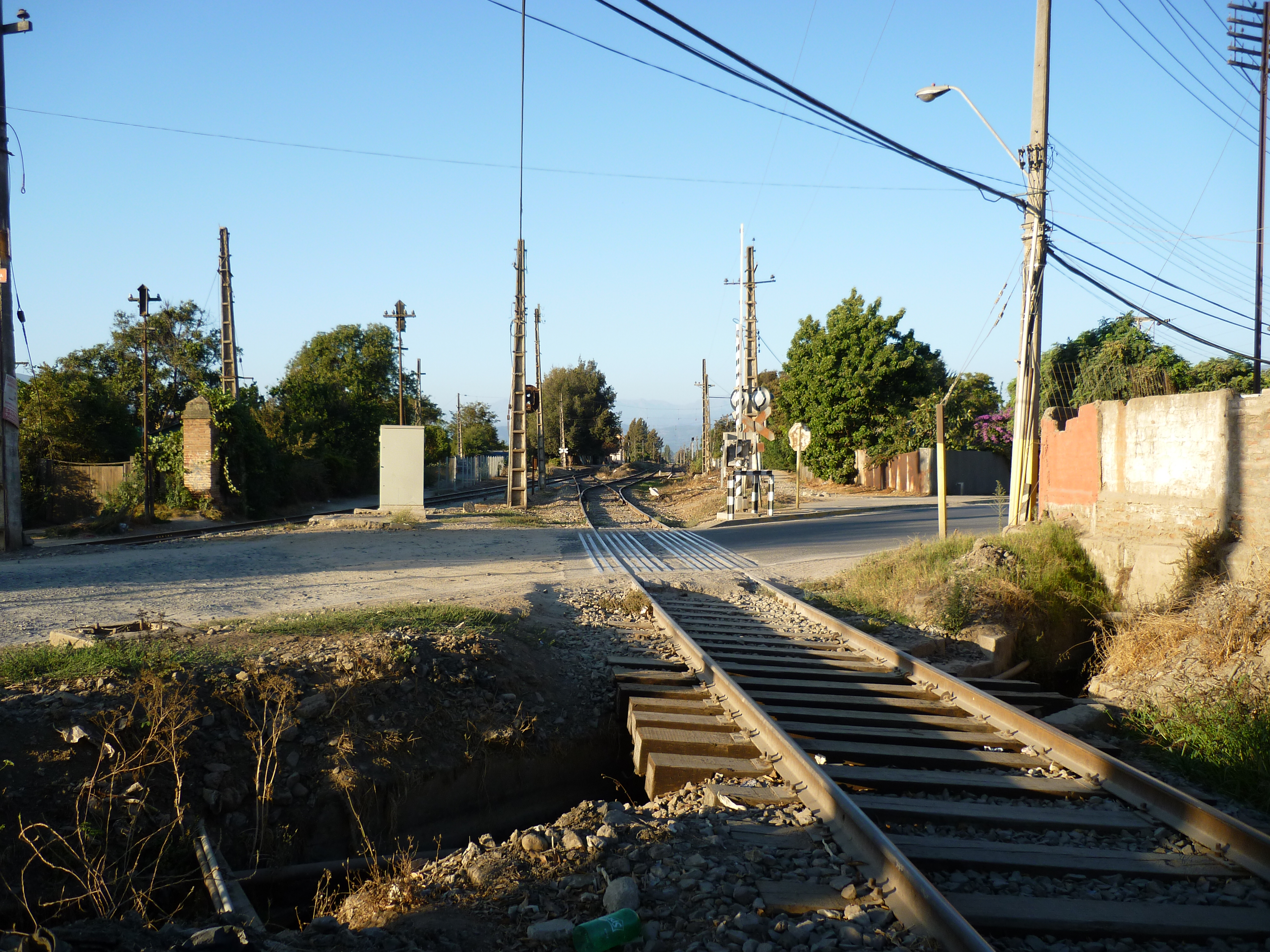
Vista de uno de los cruces ferroviarios en San Pedro

## Demografía
Dentro del sector de San Pedro se componen 2 localidades (incluyendo el pueblo homónimo) que ordenadas por población entre 2017 darían con 5.123 habitantes totales.
| Localidad          | Población |
| ------------------ | --------- |
| San Pedro          | 4.093     |
| Cajón de San Pedro | 522       |
| Lo Varela          | 508       |

### Esquema demografíco
Evolución poblacional en San Pedro, en el año 1992 contaba con 3.054 habitantes siendo este su primer registro.
| Gráfica de evolución demográfica de Artificio entre 1992 y 2017 |
|                                                                 |
| Fuente: Instituto Nacional de Estadísticas                      |